# Microsoft 365

Logotyp för Microsoft 365

Microsoft Office 365 är en kommersiell tjänst från Microsoft som erbjuder en uppsättning av deras produkter. Tjänsten kombinerar molntjänster med lokalt körda applikationer. Det finns tre grundläggande typer av prenumerationer för tjänsten: medelstora och stora företag, experter och småföretag samt utbildning. Experter och småföretag riktar sig till mindre organisationer med upp till 25 personer, medelstora och stora företag till större organisationer och utbildning mot utbildningssektorn.  Office 365 annonserades av Microsoft under hösten 2010 och blev tillgängligt för allmänheten den 28 juni 2011.
Office 365 inkluderar Officesviten med dess olika applikationer samt hanterade versioner av Microsofts serverprodukter så som Microsoft Exchange Server, Microsoft Sharepoint Server och Microsoft Lync Server. Åtkomsten till dessa sker över Internet.

## Produkter

### Microsoft Exchange Online
Microsoft Exchange Online är en lösning för epost, kalender och kontakter som levereras som en molntjänst och hanteras av Microsoft. Tjänsten är baserad på Microsoft Exchange server och ger tillgång till 50 GB lagring per licens.  Utöver detta så erbjuder Exchange online även personaliserade kalendrar och kontakter med möjlighet till delning och säkerhetskopiering online. 
Exchange ActiveSync möjliggör mobil uppkoppling mot tjänsterna i Exchange och mobila e-postklienter.

### Microsoft SharePoint Online
Microsoft SharePoint Online är en tjänst för samarbete, delning och dokumentredigering genom användning av interna och externa sidor. Det kan även användas för att skapa publika webbplatser.

### Microsoft Skype for Business
Microsoft Skype for Business (före 2015 Microsoft Lync Online) erbjuder kommunikationstjänster så som närvarostatus, IM, audio/video-chatt och konferenser med applikationsdelning, whiteboards och andra samarbetesverktyg.

### Office Professional Plus
Microsoft Office Professional Plus i Office 365 ger tillgång till samma klient som produkten Office Professional Plus.
Office Professional Plus i Office 365 har licenser som gäller per användare och månad. Det kan installeras av användaren via Microsoft Online Services. Det aktiveras med hjälp av samma Microsoft Online Services ID som användaren använder för att logga in på Office 365. 

### Office Web Apps
Office Web Apps är webbaserade versioner av Microsoft Excel, Word och PowerPoint som möjliggör visning och lättare redigering av Officedokument inuti webbläsaren samtidigt som formateringen av dokumentet förblir densamma.

## Prenumerationer
Office 365 finns tillgängligt i olika former av prenumerationer som är riktade till olika marknadssegment och erbjuder olika funktioner till olika pris. Dessa är Office 365 för medelstora och stora företag, Office 365 för experter och småföretag samt Office 365 för utbildning.